# Гейліг-Ландстіхтінг
Гейліг-Ландстіхтінг (нід. Heilig Landstichting) — село в нідерландській провінції Гелдерланд. Входить до муніципалітету Берг-ен-Дал. Фактично є передмістям Неймегена.
На території села розміщений парк-музей Museumpark Orientalis.

## Галерея

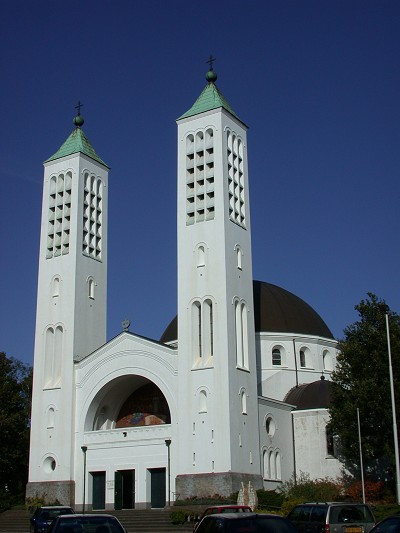
Церква
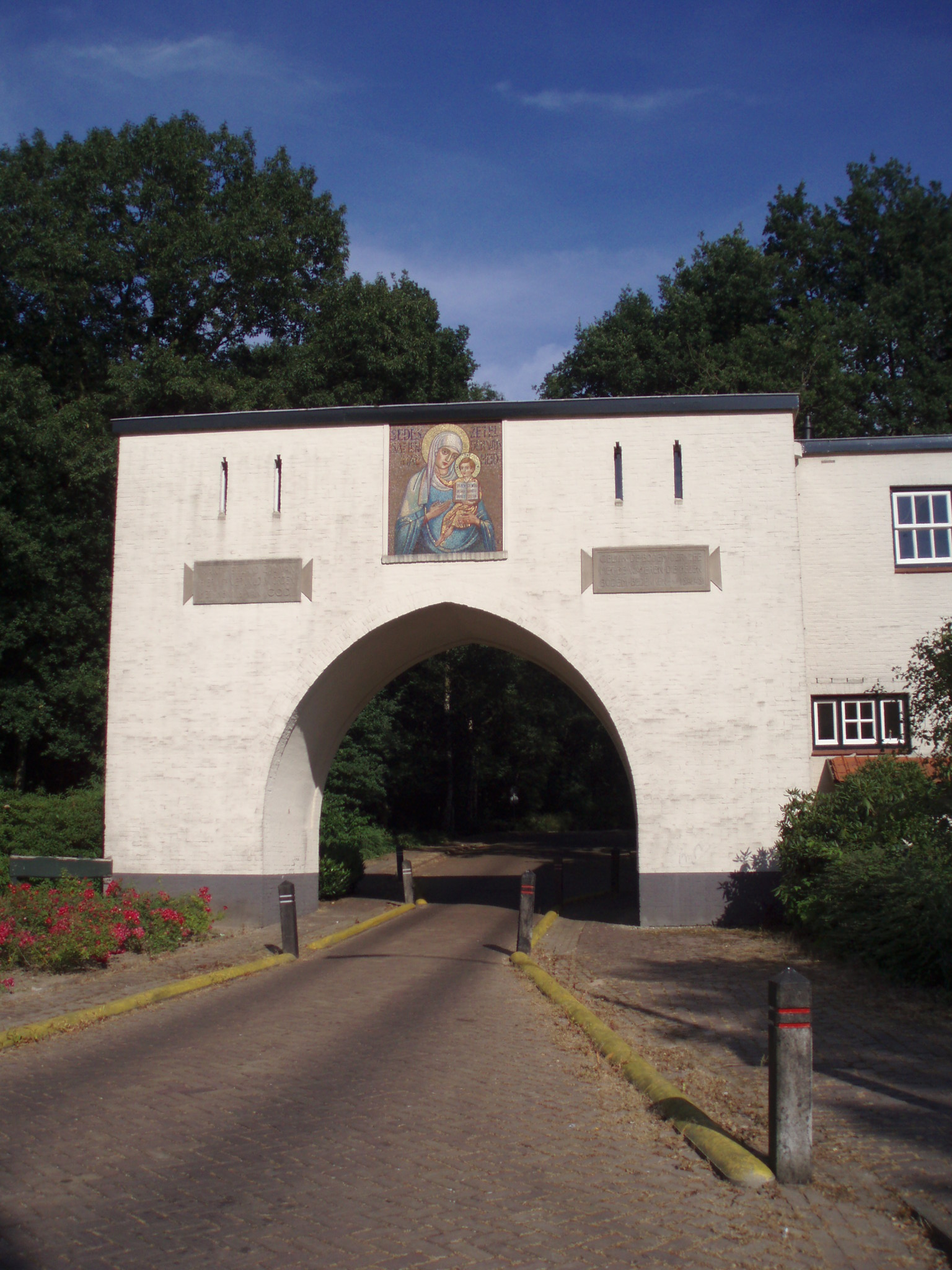
Вхід до музею
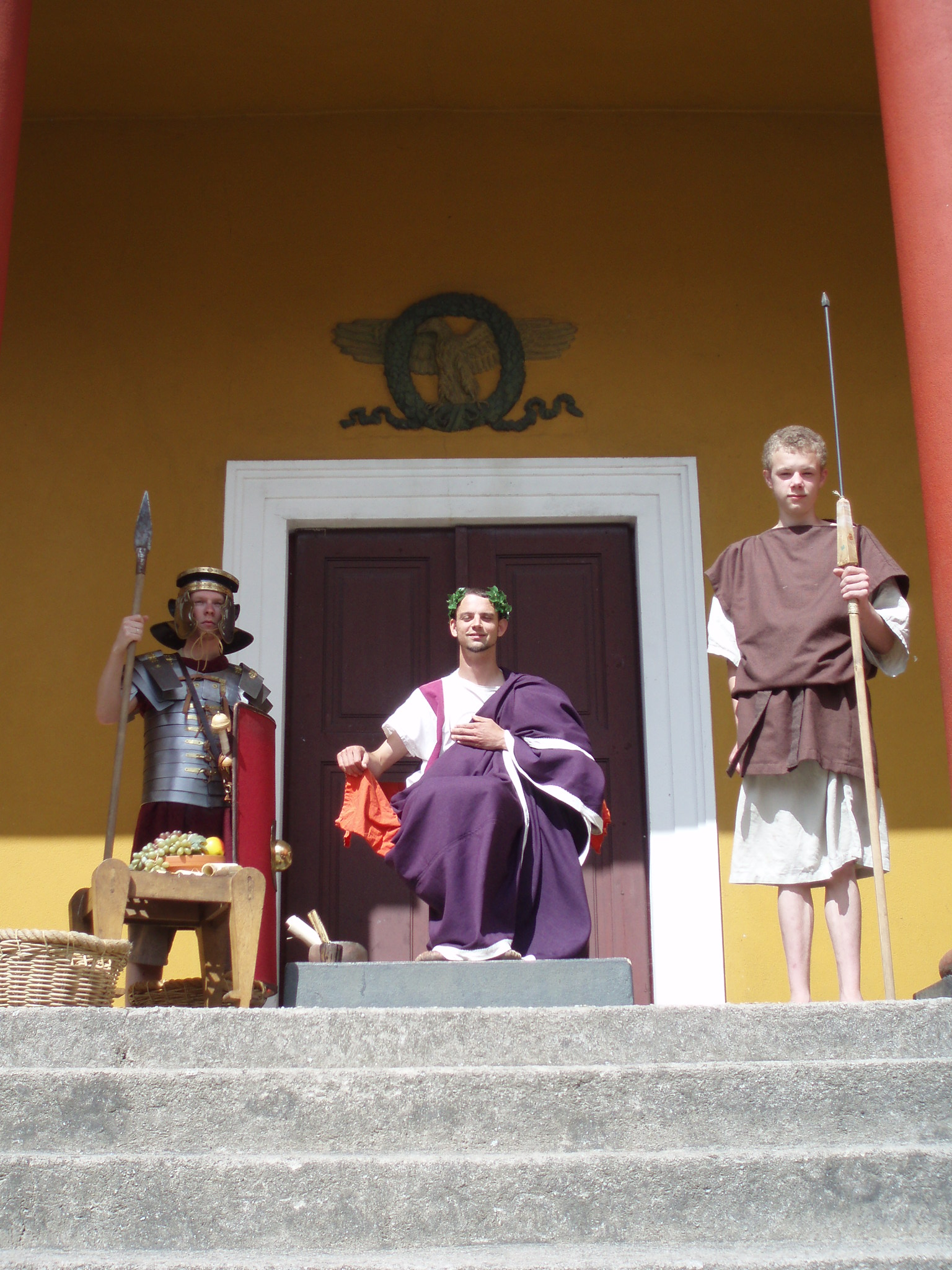
Експозиція музею
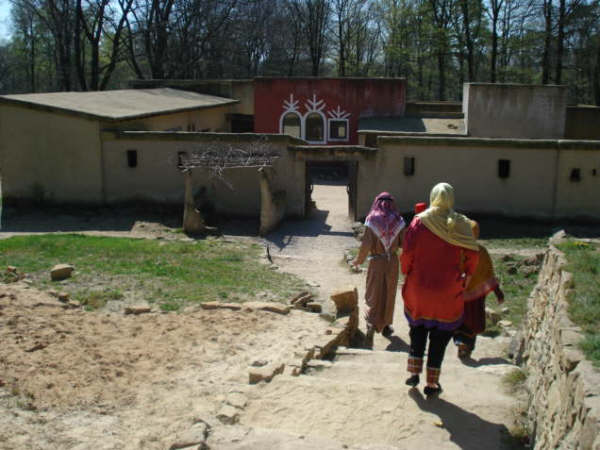
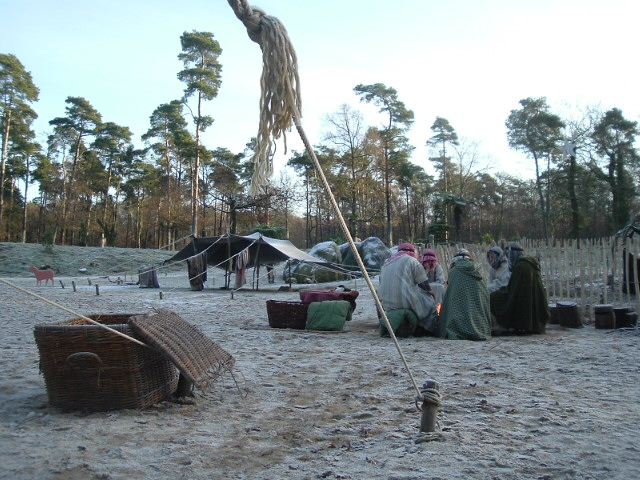